# Bàng Lâm
Bàng Lâm (tiếng Trung: 龐林; bính âm: Pang Lin; ? - ?), không rõ tên tự, là quan viên nhà Quý Hán và Tào Ngụy thời Tam Quốc trong lịch sử Trung Quốc.

## Cuộc đời
Bàng Lâm quê ở huyện Tương Dương, quận Nam, Kinh Châu, là em trai của mưu sĩ Bàng Thống, lấy vợ là em gái của danh sĩ cùng huyện Tập Trinh.
Năm 208, Tào Tháo xâm chiếm Kinh Châu, vợ cùng con gái của Bàng Lâm bị quân Tào di dân.
Năm 221, vì muốn báo thù cho Quan Vũ nên Lưu Bị xuất quân đông chinh, sai Trấn Bắc tướng quân Hoàng Quyền đóng giữ ở Giang Bắc đề phòng quân Ngụy. Bàng Lâm giữ chức Kinh Châu trị trung lệnh, được bổ nhiệm kiêm tòng quân trong cánh quân Hoàng Quyền.
Năm 222, Lưu Bị bại trận Di Lăng, phải rút quân về Vĩnh An. Quân đội Hoàng Quyền bị quân Ngô cắt đứt đường lui. Hoàng Quyền không muốn hàng Ngô, bèn dẫn quân hàng Ngụy. Bàng Lâm theo Hoàng Quyền đầu hàng, lại nhờ đó mà đoàn tụ với vợ con.
Tào Phi vì thu phục nhân tâm, liền ban cho vợ chồng Bàng Lâm giường, màn, quần áo, lấy đó để đề cao tiết nghĩa, cũng phong Lâm làm liệt hầu.
Bàng Lâm ở Ngụy quan đến chức thái thú quận Cự Lộc, không rõ mất năm nào. Cuộc đời Bàng Lâm được ghi chép lại rất ít, chỉ có một đoạn ngắn chép phụ trong Bàng Thống truyện.

## Gia đình
- Anh trai:
  - Bàng Thống, Quân sư trung lang tướng, mưu sĩ dưới trướng Lưu Bị, tử trận khi bình định Tây Xuyên.
- Vợ:
  - Tập thị, em gái Tập Trinh, bị chiến loạn chia cắt, một mình nuôi con, hơn mười năm mới đoàn tụ.[1]
- Con cái: 
  - Bàng thị, con gái của Bàng Lâm, hơn mười năm được mẹ tần tảo săn sóc.[1]

## Trong văn hóa
Bàng Lâm không xuất hiện trong tiểu thuyết Tam quốc diễn nghĩa của La Quán Trung.